# 交通地理学
交通地理学（こうつうちりがく、イギリス英語: transport geography、アメリカ英語: transportation geography）は、交通現象を地域の側面から考察する人文地理学の一分野であり、交通現象を空間的な側面から理解しようとする。

## 学史
1841年にドイツの地理学者・ヨハン・ゲオルグ・コール（Johann Georg Kohl）が『地表の形態に依従するものとしての人間の交通および聚落』（Der Verkehr und die Ansiedelungen der Menschen in ihrer Abhängigkeit von der Gestaltung der Erdoberfläche）を発表したことが交通地理学の始まりとなった。コールは交通地理学の研究において自然環境と人間活動の相互関係に着目し、交通路の形態と地形との関係性について研究した。この方法はアンドレーやヘットナーなど、コールにつづく地理学者にも引き継がれた。しかしエーリヒ・オトレンバなどは、より複雑な分析が求められる社会環境を考慮できていないことを批判し、環境決定論にとらわれない分析を行おうとしたものの、その間に都市地理学など地理学の他分野における交通の研究が大きく進行し、それらも交通地理学とよばれるようになった。このため、交通地理学には、環境と交通路・交通様式との関係性を研究する場合と、地理学の他分野の研究のために交通を考える場合の2つが考えられ、さらに両者の統合も困難となり方法論の確立が難しくなった。青木栄一は、前者の研究例として交通機関・交通路の開通の要因と過程の研究を、後者の研究例として交通機関・交通路の開通に伴う地域への影響を挙げ、後者は都市地理学や商業地理学との類似性を指摘している。
1920年代から1930年代前半に、ドイツ学派の交通地理学は日本にも伝播し、日本における最古の交通地理学の教科書『世界交通地理概説』は、1923年に富士徳治郎によって書かれた。ここではヘットナーの考えが解説され、自然環境と距離条件をもとに交通路の分布や機能の説明が行われた。第2次世界大戦前の日本では交通地理学の流派が3つあった。まず、ドイツ学派に基づくグループは自然環境と交通現象の分布に着目しようとする地理学独自の見方から研究を行い、それらの研究対象は地図で表示可能な交通現象である。代表的な研究者として淡川康一が挙げられる。次に、歴史地理学や集落地理学の研究の中で交通史の研究が行うグループがあった。ここでは過去の交通路の分析のほか、集落の分析から交通を説明したり、過去の戦争と交通路の関係性の研究が行われたりした。代表的な研究者として田中啓爾と小川琢治が挙げられる。この他、井上長太郎や堀江賢二など既存の地理学の領域に縛られず自由な視点で研究を行った研究者もいたが、当時の日本の交通地理学界からは評価されていなかった。
1950年代以降、山口平四郎・清水馨八郎・有末武夫・柾幸雄により日本における交通地理学の体系化が進行した。山口平四郎は、当該地域の自然環境や経済状態をもとに、土木や交通の技術革新を踏まえて交通施設の立地を説明する形で、歴史地理学的に地域を総合的に理解しようとした。清水馨八郎は交通現象をもとに大都市の都市構造の分析を行い、都市問題や交通問題の研究や対処方法の提言などを行った。有末武夫は交通流をもとに交通圏を考案したほか、交通の発達を人口、産業、土地利用で説明しようとし、地域社会と交通の関わりを交通流や交通路をもとに明らかにしようとしていた。柾幸雄は港湾について経済史、交通政策史を踏まえたうえで発展プロセスを把握しようとしていた。
1960年代になると、エドワード・アルマンが計量地理学の方法を交通地理学に応用するようになり、日本でもアメリカでの計量革命の影響を受け、計量的な交通地理学研究が行われるようになった。奥野隆史はOD調査により地域間結合を明らかにしたほか、交通地理学において計量的な研究を行った。1970年代になると計量的な交通地理学研究はさらに増加し、交通ネットワークや地域間結合の計量的な分析が盛んに行われた。この背景として、書籍『地域交通論―その空間モデル』の刊行が挙げられる。
1990年代以降は、計量的な交通地理学研究は以前ほど活発ではなくなるが、村山祐司、藤目節夫などにより研究が行われていた。21世紀に入ると地理情報システムを利用した定量的な交通地理学研究が行われるようになった。一方、数理モデルを援用した計量的交通地理学研究の数は減少している。
1992年にはアメリカ地理学会と英国地理学会の交通地理学研究部会の共同機関紙としてJournal of Transport Geographyが創刊され、交通地理学研究の多くが投稿されている。

## 流派
交通地理学の研究は、「社会経済的視点に立つ交通地理学」と「計量的交通地理学」の2つに分かれる。これら2つの流派の間には共通性がほとんどない。
社会経済的視点に立つ交通地理学では、近代の交通機関を地域社会との関わりの中で理解することを目的とする。日本において、この流派の研究者として、青木栄一、𡈽谷敏治などが挙げられる。
一方、計量的交通地理学では、計量的な方法を用いて交通の分布や法則性を理解することを目的としている。交通地理学は計量革命の影響を強く受けた分野であり、日本の交通地理学研究でも、1960年代から1980年代にかけて計量的交通地理学の研究が盛んであった。日本における計量的交通地理学の研究者として、交通流動の計量的な分析などを行った奥野隆史などが挙げられる。

## 研究テーマ
交通地理学の研究対象、研究方法は一定していない。奥野隆史は交通地理学の研究テーマを、(1)立地論の立場からみた交通路や交通網、(2)ネットワーク分析をもとした交通網の構造、(3)交通網の拡大などの変化、(4)人間の日単位の移動の状況と地域差、(5)空間的相互作用のモデル化、(6)地域へ影響を及ぼす交通イノベーションの6つに分類し整理している。野尻亘は(1)都市圏・都市間相互の交通に関する研究、(2)地域交通の諸問題、(3)社会交通地理学研究、(4)近代交通の歴史地理学研究の4つに分類し整理している。三木理史は日本における交通地理学の研究テーマについて、(1)交通路と結節点に関する研究、(2)交通圏に関する研究、(3)計量地理学的な研究、(4)交通体系の研究の4つに分類し整理している。
研究テーマとしては、公共交通の在り方を問うものが多く、学界の傾向としては高速道路や公共交通の開通や廃止に関する地域への影響を検証したものに関心が高い。なお、欧米における研究の出発点は個人の空間的行動や地域の交通問題に関する記述・解析となっており、日本における路線バス・地方鉄道などの交通機関ありきの出発点とは傾向を異にする。

## 評価
三木理史は交通地理学について、地理学のなかでも古典的な分野でありながら研究者数も論文・著作数も少ない点、地理学界の中で広く話題になった機会も限られている点を挙げ、地味な分野であるとも指摘している。野尻亘は地理学における交通研究を展望し、交通経済学や経営学・流通論などの隣接分野から引用されたことが非常にまれであるとして、地理学界の孤立的閉鎖性と外部からの評価の低さを指摘している。